# Saint-Michel-sur-Meurthe
Pour les articles homonymes, voir Saint-Michel.
Saint-Michel-sur-Meurthe est une commune française située dans le département des Vosges en région Grand Est.
Ses habitants sont appelés les Michellois.

## Géographie

### Localisation
La commune de Saint-Michel occupe la rive gauche de la Meurthe au nord et à l'ouest du massif de la Madeleine et au nord du Haut Jacques. Elle est limitée au sud-ouest par deux collines appelées Les Jumeaux, et est bordée à l'ouest par les communes de La Bourgonce, La Salle et Nompatelize.
Le territoire situé entre le bassin de la Meurthe et la montagne est constitué de collines adoucies présentant des irrégularités de relief.
| Nompatelize  | Nompatelize La Voivre    | La Voivre            |
| La Bourgonce | Saint-Michel-sur-Meurthe | Saint-Dié-des-Vosges |
| Mortagne     | Saint-Dié-des-Vosges     | Saint-Dié-des-Vosges |

### Voies de communication et transports

#### Voies routières
Il existe un grand axe traversant la commune du nord-ouest au sud-est appelé Voie Romaine ou voie de Parupt ou Paru (void de Paru). Cet axe reliait la région de Langres à la plaine d'Alsace en passant par Rambervillers, le col du Haut du Bois, le Hoste du Bois (La Salle) et sa carrière de meules (rhyolite), Saint-Michel-sur-Meurthe et Saint-Dié-des-Vosges.
La RN 59, reliant Saint-Dié-des-Vosges à Nancy, borde la commune à l'est. Une zone artisanale a été délimitée à proximité de cette nationale, offrant environ 600 emplois, notamment dans les domaines du plastique. La départementale D32, menant à Épinal (46 km) par le col du Haut du Bois, contourne l'agglomération par le nord.

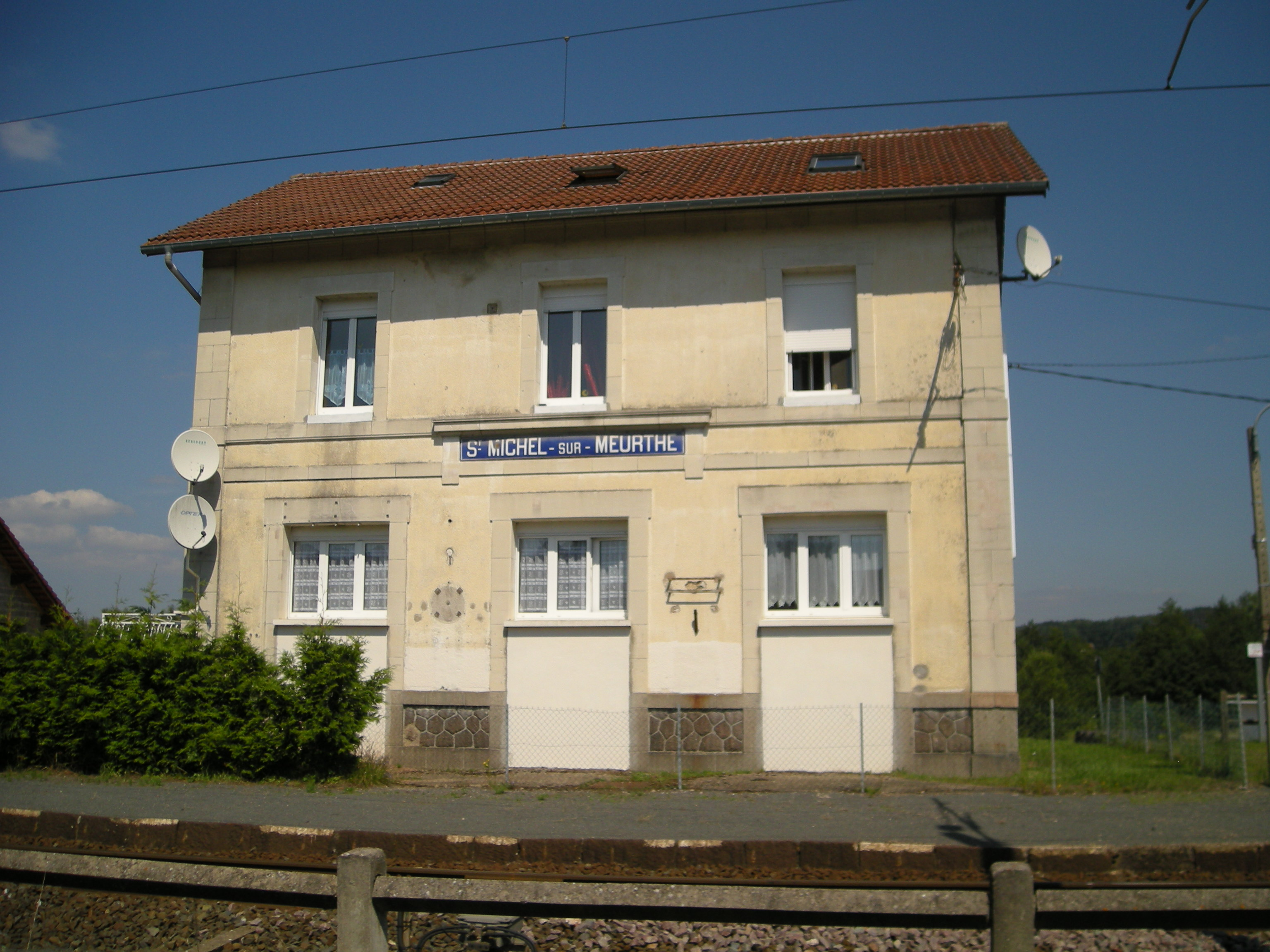
Gare de Saint-Michel-sur-Meurthe.

#### Transports en commun
- Fluo Grand Est.

#### Lignes SNCF
- Gare de Saint-Michel-sur-Meurthe
- Gare de Saint-Dié-des-Vosges

### Sismicité
Commune située dans une zone 3 de sismicité modérée.

### Hydrographie et les eaux souterraines
La commune est située dans le bassin versant du Rhin au sein du bassin Rhin-Meuse. Elle est drainée par le ruisseau d'Achen et le ruisseau Sattelbach.
Système d’information pour la gestion des eaux souterraines du bassin Rhin-Meuse : Cours d'eau (BD Carthage).
La commune est située dans le bassin versant du Rhin au sein du bassin Rhin-Meuse. Elle est drainée par la Meurthe, le ruisseau de Herbaville, le ruisseau de Sauceray et le ruisseau le Maubret,.
La Meurthe, d'une longueur totale de 160,6 km, prend sa source dans la commune du Valtin et se jette dans la Moselle à Pompey, après avoir traversé 53 communes.
Des recherches ont été faites au XIXe siècle par Victor Alphonse Blaise, instituteur (Bulletin de la Société de Géographie de l'Est de 1886) montrant qu'il existe à Saint-Michel-sur-Meurthe des sources d'eau salée dans le fond de la vallée de Sauceray (Saulceray, Saucera) « aux quatre sources salées », de même qu'il existe des sources intermittentes au pied de la Roche des Hauts-Champs
.

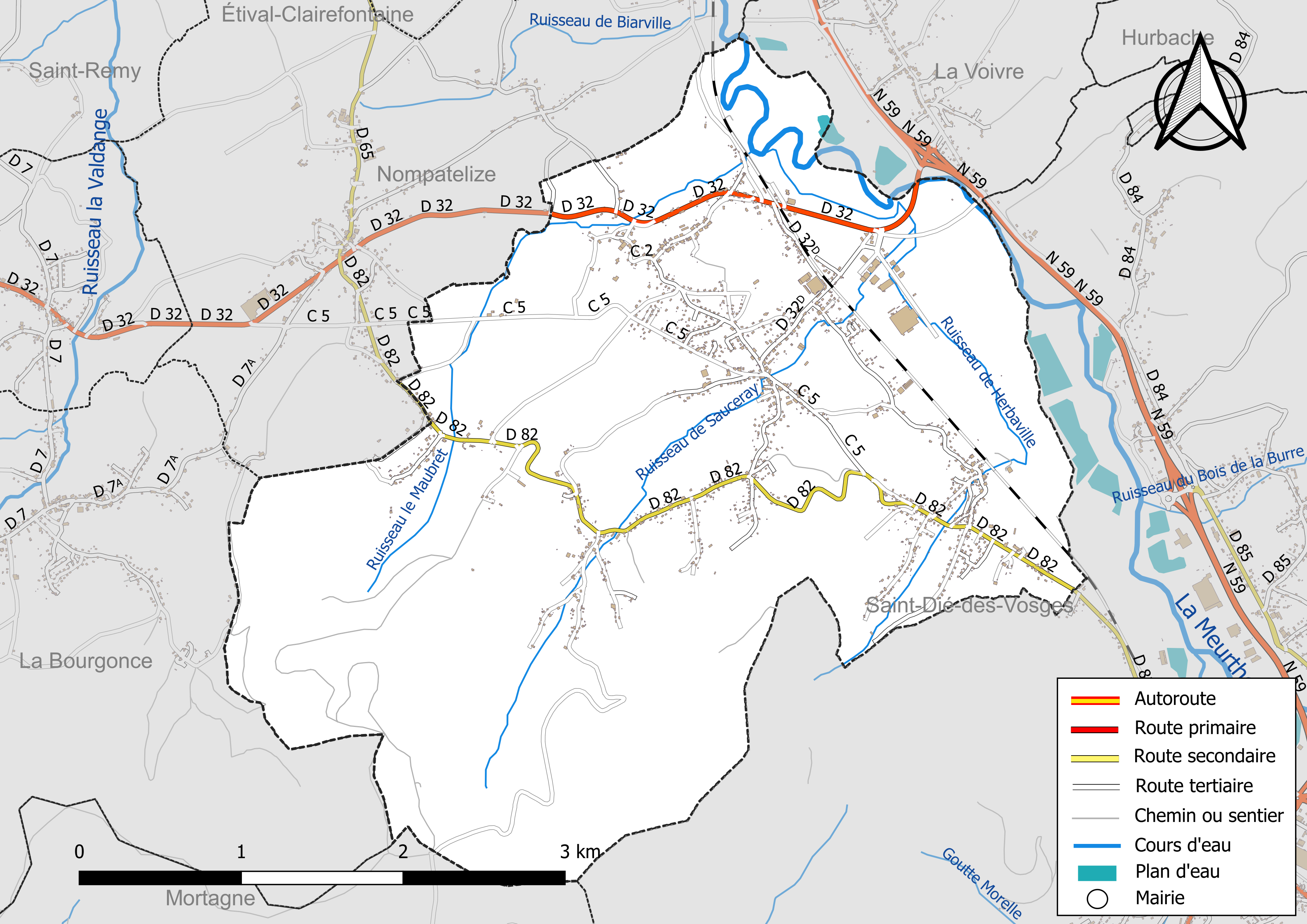
Réseaux hydrographique et routier de Saint-Michel-sur-Meurthe.

La qualité des cours d’eau peut être consultée sur un site dédié géré par les agences de l’eau et l’Agence française pour la biodiversité.

### Climat
Pour des articles plus généraux, voir Climat du Grand Est et Climat des Vosges.
En 2010, le climat de la commune est de type climat de montagne, selon une étude du Centre national de la recherche scientifique s'appuyant sur une série de données couvrant la période 1971-2000. En 2020, Météo-France publie une typologie des climats de la France métropolitaine dans laquelle la commune est exposée à un climat semi-continental et est dans la région climatique  Vosges, caractérisée par une pluviométrie très élevée (1 500 à 2 000 mm/an) en toutes saisons et un hiver rude (moins de 1 °C).
Pour la période 1971-2000, la température annuelle moyenne est de 9,7 °C, avec une amplitude thermique annuelle de 17,1 °C. Le cumul annuel moyen de précipitations est de 1 085 mm, avec 12,4 jours de précipitations en janvier et 10,1 jours en juillet. Pour la période 1991-2020, la température moyenne annuelle observée sur la station météorologique de Météo-France la plus proche, « Ban-de-Sapt », sur la commune de Ban-de-Sapt à 10 km à vol d'oiseau, est de 10,3 °C et le cumul annuel moyen de précipitations est de 1 027,3 mm. 
La température maximale relevée sur cette station est de 36,9 °C, atteinte le 7 août 2015 ; la température minimale est de −17 °C, atteinte le 19 décembre 2009,,.
Les paramètres climatiques de la commune ont été estimés pour le milieu du siècle (2041-2070) selon différents scénarios d'émission de gaz à effet de serre à partir des nouvelles projections climatiques de référence DRIAS-2020. Ils sont consultables sur un site dédié publié par Météo-France en novembre 2022.

## Urbanisme

### Typologie
Au 1er janvier 2024, Saint-Michel-sur-Meurthe est catégorisée commune rurale à habitat dispersé, selon la nouvelle grille communale de densité à sept niveaux définie par l'Insee en 2022.
Elle appartient à l'unité urbaine de Saint-Dié-des-Vosges, une agglomération intra-départementale regroupant 16  communes, dont elle est une commune de la banlieue,,. Par ailleurs la commune fait partie de l'aire d'attraction de Saint-Dié-des-Vosges, dont elle est une commune de la couronne,. Cette aire, qui regroupe 47 communes, est catégorisée dans les aires de 50 000 à moins de 200 000 habitants,.

### Occupation des sols
L'occupation des sols de la commune, telle qu'elle ressort de la base de données européenne d’occupation biophysique des sols Corine Land Cover (CLC), est marquée par l'importance des forêts et milieux semi-naturels (46,5 % en 2018), une proportion identique à celle de 1990 (46,5 %). La répartition détaillée en 2018 est la suivante : 
forêts (46,5 %), prairies (24,3 %), zones agricoles hétérogènes (17,8 %), zones urbanisées (11,3 %). L'évolution de l’occupation des sols de la commune et de ses infrastructures peut être observée sur les différentes représentations cartographiques du territoire : la carte de Cassini (XVIIIe siècle), la carte d'état-major (1820-1866) et les cartes ou photos aériennes de l'IGN pour la période actuelle (1950 à aujourd'hui).

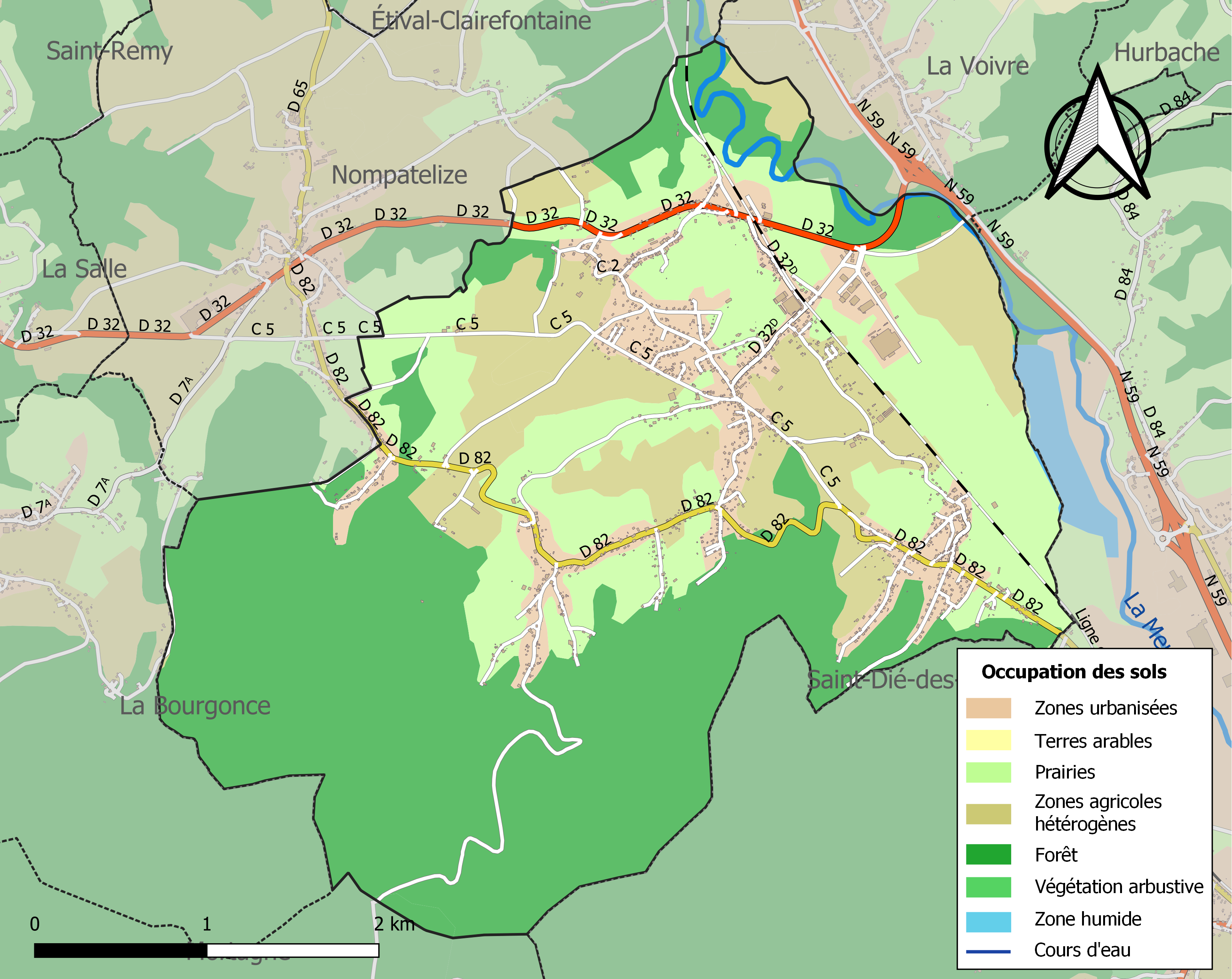
Carte des infrastructures et de l'occupation des sols de la commune en 2018 (CLC).

## Toponymie
Le nom primitif de la localité est attesté sous les formes Belmont (880) ; Secus Bellum Montem (1178) ; « Per Bellum Montem ad villam Norpateglise » (XIIIe siècle) ; Beaumont (1294) ; Beilmont (1350).

L'unité de la commune s'est faite autour d'une chapelle sur une éminence, le « Belmont ». Cet endroit sur une portion de cône ébréché de volcan fut précédemment un lieu de culte dédié au Belenos gaulois puis au Mercure gallo-romain.
Le nom de la commune est attesté sous les formes Saint Michel, appelée « la paroisse du Haut-Ban » (1695) ; S. Michiel (XVIIe siècle).

Saint-Michel est un hagiotoponyme.
Au cours de la Révolution française, le nom de Belmont fut repris pour désigner la commune ; Belmont, cy devant Saint Michel (an II).

En 1880, la commune de Saint-Michel devient Saint-Michel-sur-Meurthe.

La Meurthe est un cours d'eau du Grand Est, affluent de la Moselle et sous-affluent du Rhin, qui prend sa source à la Fontaine des Voleurs en contrebas du Montabey entre le Hohneck et le col de la Schlucht, dans le département des Vosges.

## Histoire
.

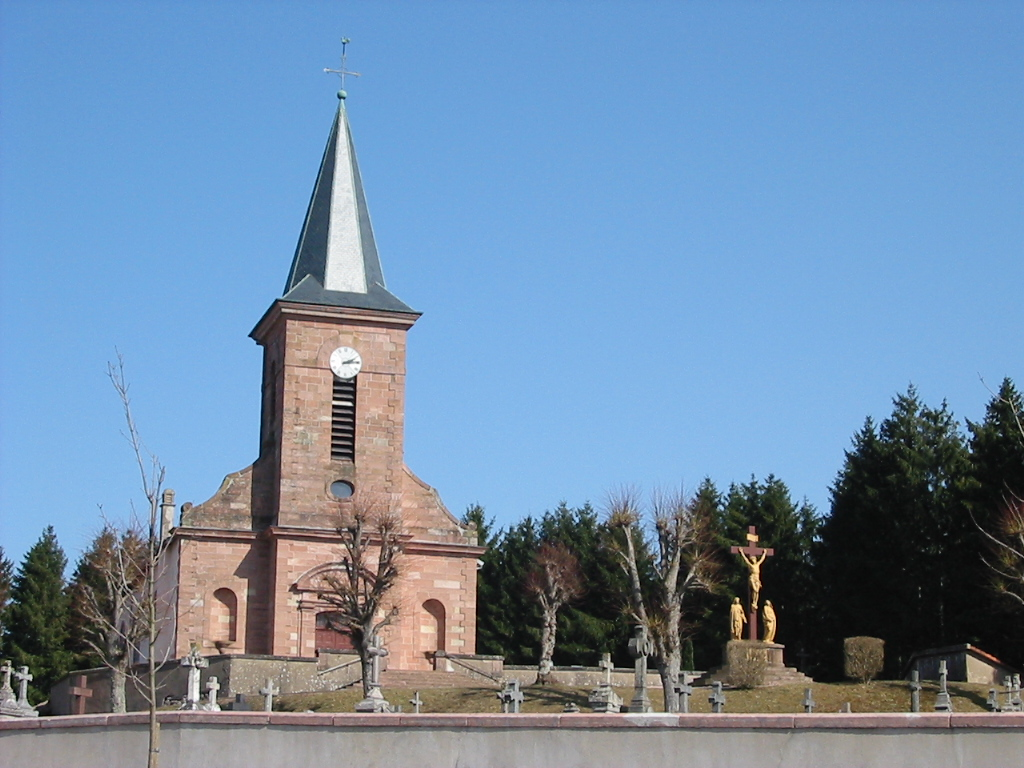
L'église et le calvaire.

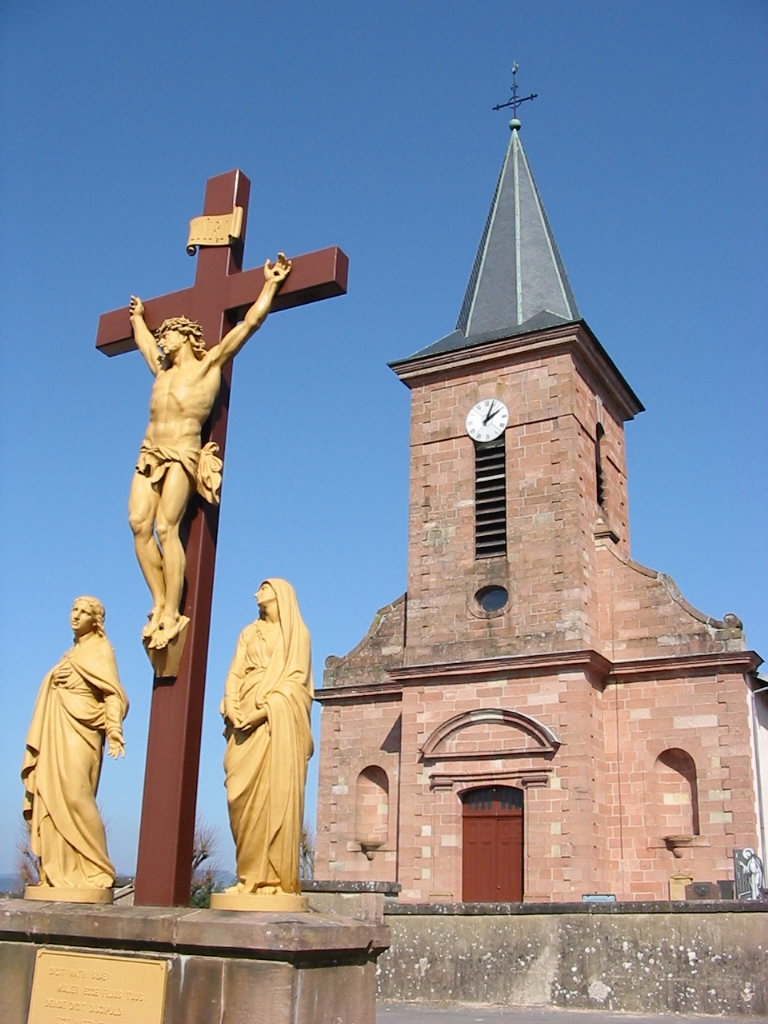
Le calvaire devant l'église.

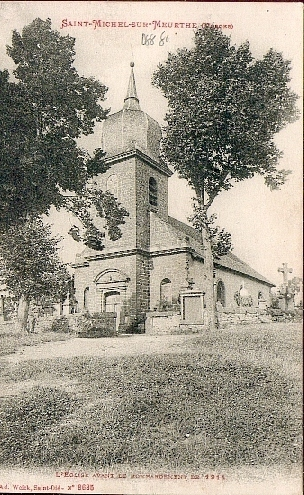
Église, ancien clocher à bulbe (fonds photographique Adolphe Weick).

Saint-Michel est une communauté du haut ban d'Étival, happée dans l'orbite économique de Saint-Dié très tôt, bien avant le XVe siècle. Elle a dépendu tant en justice qu'en administration de l'abbaye et du chapitre prémontré d'Étival. En 1710, la communauté s'émancipe partiellement en rejoignant le bailliage de Saint-Dié. Un recours est possible à Saint-Dié, mais les habitants sont toujours sujets en première instance d'Étival puisqu'ils forment une communauté du haut ban d'Etival.
L'unité de la commune s'est faite autour d'une chapelle sur une éminence, le Belmont. La petite église de Bréhimont desservie par un vicaire résidant à Nompatelize, a été reconstruite en grande église pour la nouvelle paroisse en 1772. Cet endroit sur une portion de cône ébréché de volcan fut précédemment un lieu de culte dédié au Belenos gaulois puis au Mercure gallo-romain.

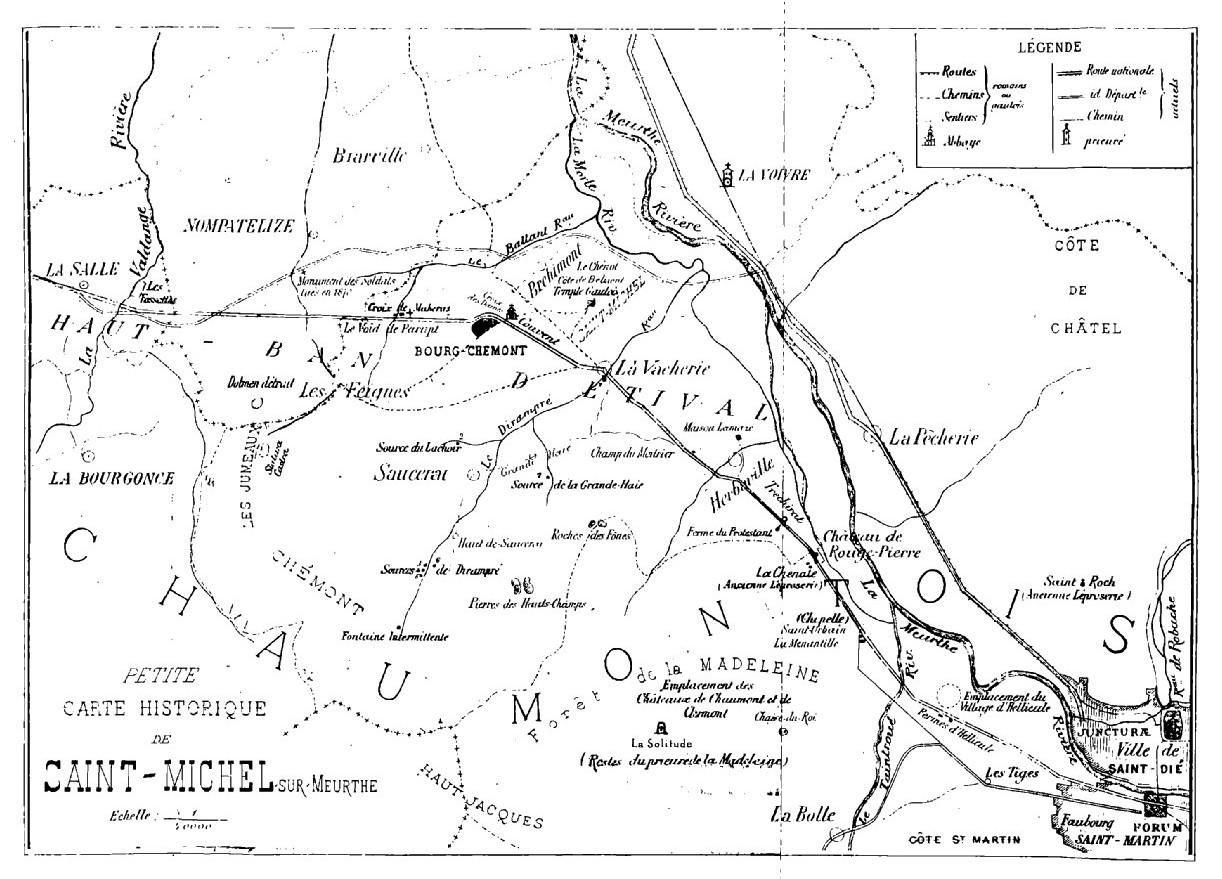
Carte de Saint-Michel-sur-Meurthe par Alphonse Blaise (1885).

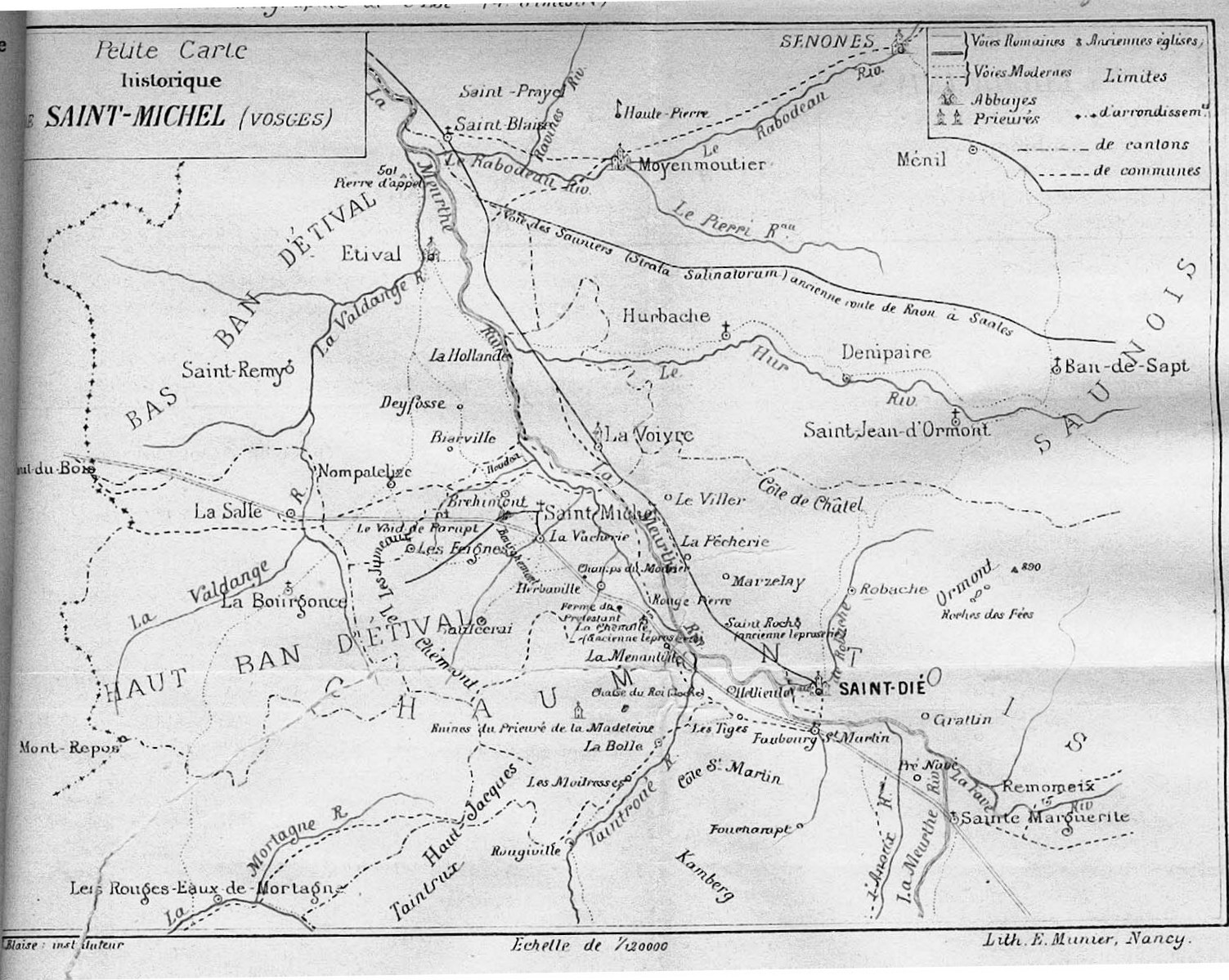
Bulletin de la Société de Géographie de l'Est 1886 carte étude eau Saint-Michel de Alphonse Blaise

Alphonse Blaise, instituteur originaire de Saint Michel, publie de 1884 à 1886, de nombreux articles sur l'histoire et la géographie de cette commune dans le Bulletin de la Société philomatique vosgienne et dans le Bulletin de la Société de géographie de l'Est. Ces articles sont complétés par plusieurs croquis et cartes.
Cette église fut détruite durant la Première Guerre mondiale.
Il existait alors un clocher à bulbe comme celui de l'église de La Bourgonce. À sa reconstruction en 1924, seule la partie centrale du clocher a été conservée.
Le nom de Belmont fut repris pour désigner la commune sous la Révolution. La population en l'an XII se maintient à 1051 habitants, une grande partie de la population autour du maire Michel Antoine Lallemend (1764-1836), maire de Saint-Michel de 1793 à 1830, a maintenu en cachette la foi de leurs ancêtres. Les six kilomètres qui séparent ce groupe dévot de Saint-Dié, enfoncé dans l'irréligion chrétienne, deviennent un chemin de grâce lorsqu'il sauve de la dégradation, en 1797, par son rachat, l'ensemble cloître et surtout la petite église Notre-Dame de Galilée. Celle-ci fut redonnée au clergé le 14 mars 1805.
notice historique du Cercle cartophile Vosgien par Michel Dieudonné

En 1830, la population s'élève à 1266 habitants. Le recensement statistique des Vosges en 1840 relève que 1495 habitants vivent dans 230 maisons. Les 1554 ha du territoire communal se divisent en 545 ha de terres labourables, 420 ha de prés, 505 ha de bois et 15 de jardins et vergers. L'école communale accueille 102 élèves alors une école privée compte 190 élèves. À côté des activités de culture fournissant blé, seigle, orge, avoine, pois, lins, chanvre, sarrasins, pommes de terre, l'élevage traditionnel alimente en partie le commerce de bétail. Cinq moulins à grains et un actif commerce de bois sont présents dans la commune traversée par la route départementale no 3 d'Épinal à Saint-Dié. La carrière de rhyolite à Bréhimont pourvoit les pierres dures nécessaires à la réfection de la chaussée.
Pendant la guerre de 1870, le 5 et 6 octobre, les Prussiens envahissent Saint-Michel, Nompatelize et La Bourgonce venant de Raon-l'Étape et d'Etival. Un important combat a eu lieu depuis Biarville sur la crête des Mollières. Une description de ces combats est faite dans le livre de Erckmann et Chatrian "Contes vosgiens" "le récit du père Jérome" 

Au début du XXe siècle, il existait quelques entreprises de type industriel qui généraient une activité autre qu'agricole et qui permettaient un complément de revenu à la population de Saint-Michel. Il y avait une filature Witz-Feltz située près de la gare (bombardée à la guerre de 1914), une entreprise de tissage située à Sauceray, et l'entreprise Blaise-Legras située à Brehimont, qui fabriquait des stores en bois.

## Politique et administration

### Liste des maires
| Période                                  | Période                       | Identité                       | Étiquette | Qualité                                                                                      |
| ---------------------------------------- | ----------------------------- | ------------------------------ | --------- | -------------------------------------------------------------------------------------------- |
| Les données manquantes sont à compléter. |                               |                                |           |                                                                                              |
|                                          |                               | Adolphe Tisserand (1868-1939)  |           | Mécanicien                                                                                   |
|                                          |                               | Georges Tisserand (1898-1975)  |           | Entrepreneur en bâtiment                                                                     |
|                                          | mai 1990                      | Georges Phélipeaux (1916-1990) |           | Décédé en cours de mandat                                                                    |
| 1990                                     | En cours (au 18 février 2015) | William Mathis                 | RPR, UMP  | Professeur des écoles Conseiller général du canton de Saint-Dié-des-Vosges-Ouest (2001-2015) |

## Finances locales

### Budget et fiscalité 2022

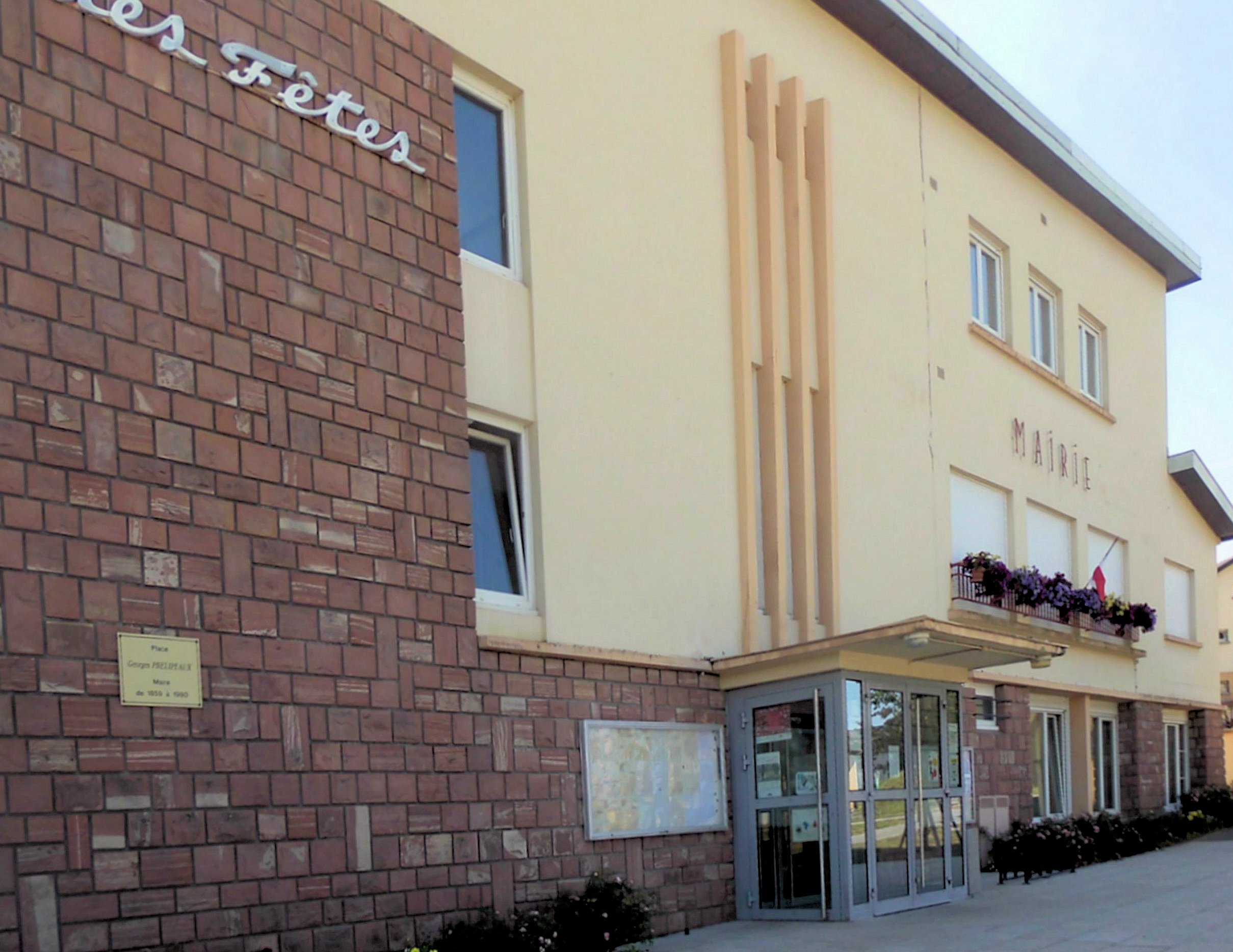
La mairie.

En 2022, le budget de la commune était constitué ainsi :
- total des produits de fonctionnement : 1 520 000 €, soit 803 € par habitant ;
- total des charges de fonctionnement : 1 115 000 €, soit 590 € par habitant ;
- total des ressources d'investissement : 497 000 €, soit 263 € par habitant ;
- total des emplois d'investissement : 314 000 €, soit 166 € par habitant ;
- endettement : 9 000 €, soit 5 € par habitant.

Avec les taux de fiscalité suivants :
- taxe d'habitation : 16,89 % ;
- taxe foncière sur les propriétés bâties : 35,09 % ;
- taxe foncière sur les propriétés non bâties : 15,94 % ;
- taxe additionnelle à la taxe foncière sur les propriétés non bâties : 0,00 % ;
- cotisation foncière des entreprises : 0,00 %.

Chiffres clés Revenus et pauvreté des ménages en 2021 : médiane en 2021 du revenu disponible, par unité de consommation : 22 670 €.

## Population et société

### Démographie

#### Évolution démographique
L'évolution du nombre d'habitants est connue à travers les recensements de la population effectués dans la commune depuis 1793. Pour les communes de moins de 10 000 habitants, une enquête de recensement portant sur toute la population est réalisée tous les cinq ans, les populations de référence des années intermédiaires étant quant à elles estimées par interpolation ou extrapolation. Pour la commune, le premier recensement exhaustif entrant dans le cadre du nouveau dispositif a été réalisé en 2005.

En 2022, la commune comptait 1 794 habitants, en évolution de −4,32 % par rapport à 2016 (Vosges : −2,96 %, France hors Mayotte : +2,11 %).
| 1793 | 1800  | 1806  | 1821  | 1831  | 1836  | 1841  | 1846  | 1856  |
| ---- | ----- | ----- | ----- | ----- | ----- | ----- | ----- | ----- |
| 973  | 1 019 | 1 094 | 1 158 | 1 370 | 1 475 | 1 495 | 1 527 | 1 467 |

| 1861  | 1866  | 1876  | 1881  | 1886  | 1891  | 1896  | 1901  | 1906  |
| ----- | ----- | ----- | ----- | ----- | ----- | ----- | ----- | ----- |
| 1 491 | 1 541 | 1 471 | 1 403 | 1 247 | 1 236 | 1 223 | 1 200 | 1 348 |

| 1911  | 1921  | 1926  | 1931  | 1936  | 1946  | 1954  | 1962  | 1968  |
| ----- | ----- | ----- | ----- | ----- | ----- | ----- | ----- | ----- |
| 1 289 | 1 134 | 1 222 | 1 170 | 1 226 | 1 108 | 1 191 | 1 250 | 1 307 |

| 1975  | 1982  | 1990  | 1999  | 2005  | 2006  | 2010  | 2015  | 2020  |
| ----- | ----- | ----- | ----- | ----- | ----- | ----- | ----- | ----- |
| 1 420 | 1 567 | 1 797 | 1 951 | 2 025 | 2 034 | 2 023 | 1 902 | 1 820 |

| 2022  | - | - | - | - | - | - | - | - |
| ----- | - | - | - | - | - | - | - | - |
| 1 794 | - | - | - | - | - | - | - | - |

### Enseignement
Établissements d'enseignements :
- Écoles maternelles et primaires à Saint-Michel-sur-Meurthe, La Bourgonce, Saint-Dié-des-Vosges, La Voivre, Nompatelize.
- Collèges à Saint-Dié-des-Vosges.
- Lycées à Saint-Dié-des-Vosges.

### Santé
Professionnels et établissements de santé :
- Médecins à Saint-Michel-sur-Meurthe, Étival-Clairefontaine, Moyenmoutier, Raon-l'Étape.
- Pharmacies à Saint-Michel-sur-Meurthe, Étival-Clairefontaine, Moyenmoutier, Raon-l'Étape.
- Hôpitaux à Raon-l'Étape, Senones, Fraize, Baccarat.

### Cultes
- Culte catholique, Paroisse Sainte-Odile[38], Diocèse de Saint-Dié.

## Économie

### Entreprises et commerces

#### Agriculture-élevage
- Agriculture[39].
- Sylviculture et autres activités forestières.
- Élevage d'autres bovins et de buffles.
- Élevage de chevaux et d'autres équidés.
- Élevage de vaches laitières.
- Élevage d'ovins et de caprins.

#### Tourisme
- Hébergements et restauration à La Voivre, Les Rouges-Eaux, Étival-Clairefontaine, Saint-Dié-des-Vosges, Nompatelize.

#### Commerces

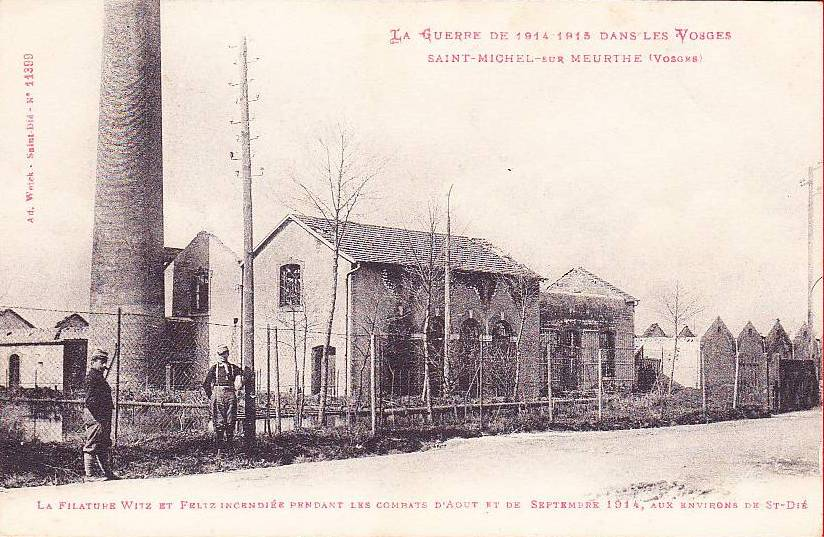
Ancienne usine filature Witz-Feltz.

- Commerces et services de proximité.
- Numalliance, fabricant de machines à commande numérique pour le travail du fil, du tube et du feuillard métallique[40]
- Alsia
- Faurecia
- SB Imprimeurs
- Ancienne usine filature Witz-Feltz[41].

## Culture locale et patrimoine

### Lieux et monuments
- Église Saint-Michel[42],[43],[44],[45].

Vitraux de Gabriel Loire.
- Monuments commémoratifs[47] :
  - Monument aux morts[48] ;

Plaque commémorative du 140e régiment d'infanterie (140e R.I.) ;
Tombe collective. Le calvaire du souvenir 1914-1918.

### Croix de chemins
De nombreuses croix, en grès des Vosges, situées aux croisées des chemins, marquent le paysage et rappellent l'histoire et la culture du village jusqu'au XIXe siècle. La plupart ont été élevées pour conserver le souvenir d'un fait mémorable ou en signe d'expiation. La croix située sur le chemin Void de Parupt rappelle la mort en 1207 de Mahérus, grand-prévôt de la cathédrale de Saint-Dié, oncle de Thiébaut, duc de Lorraine, assassiné par ce dernier en représailles de l'assassinat par Mahérus, le 27 mars 1217 à La Bourgonce, de Renaud de Senlis, évêque de Toul.

Vues de quelques croix
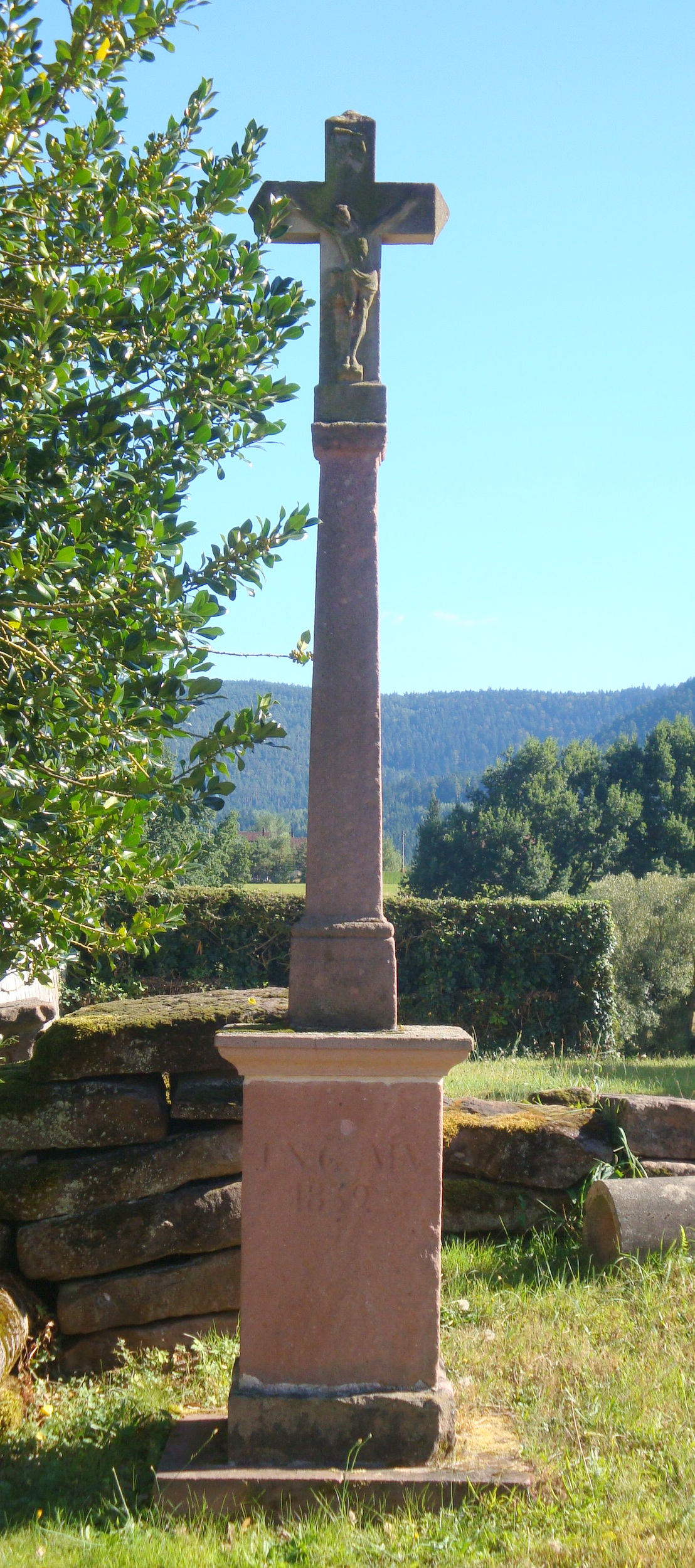
Croix de Brehimont
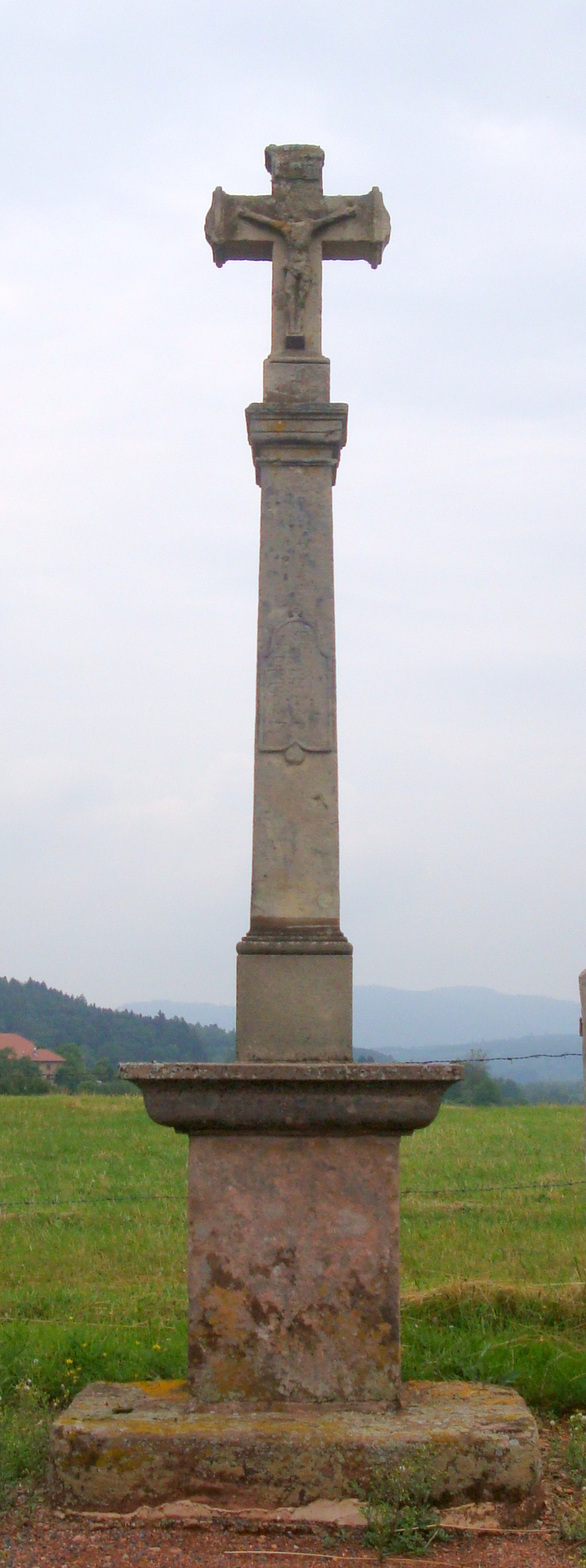
Croix de l'église
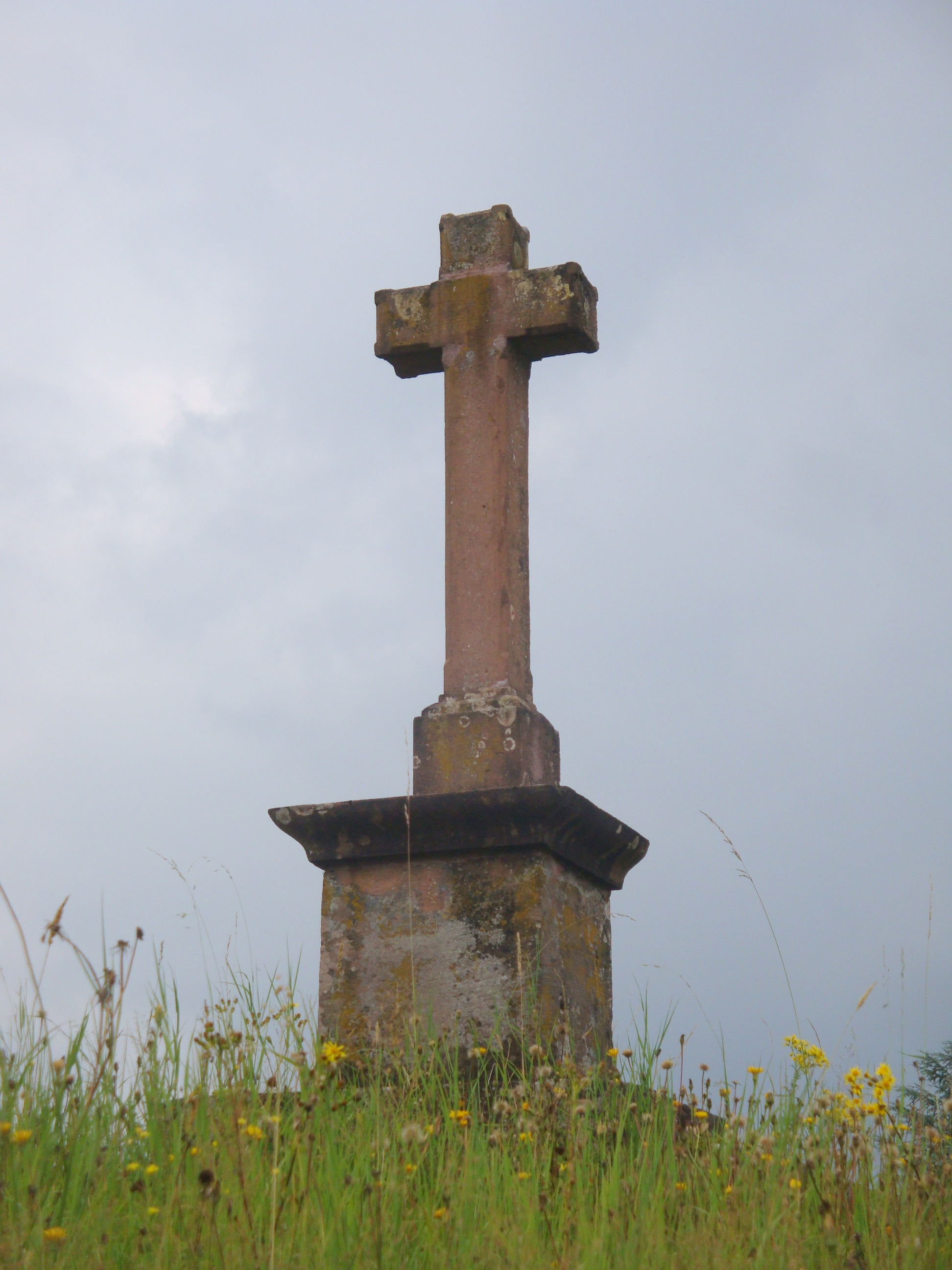
Croix du chemin des dames
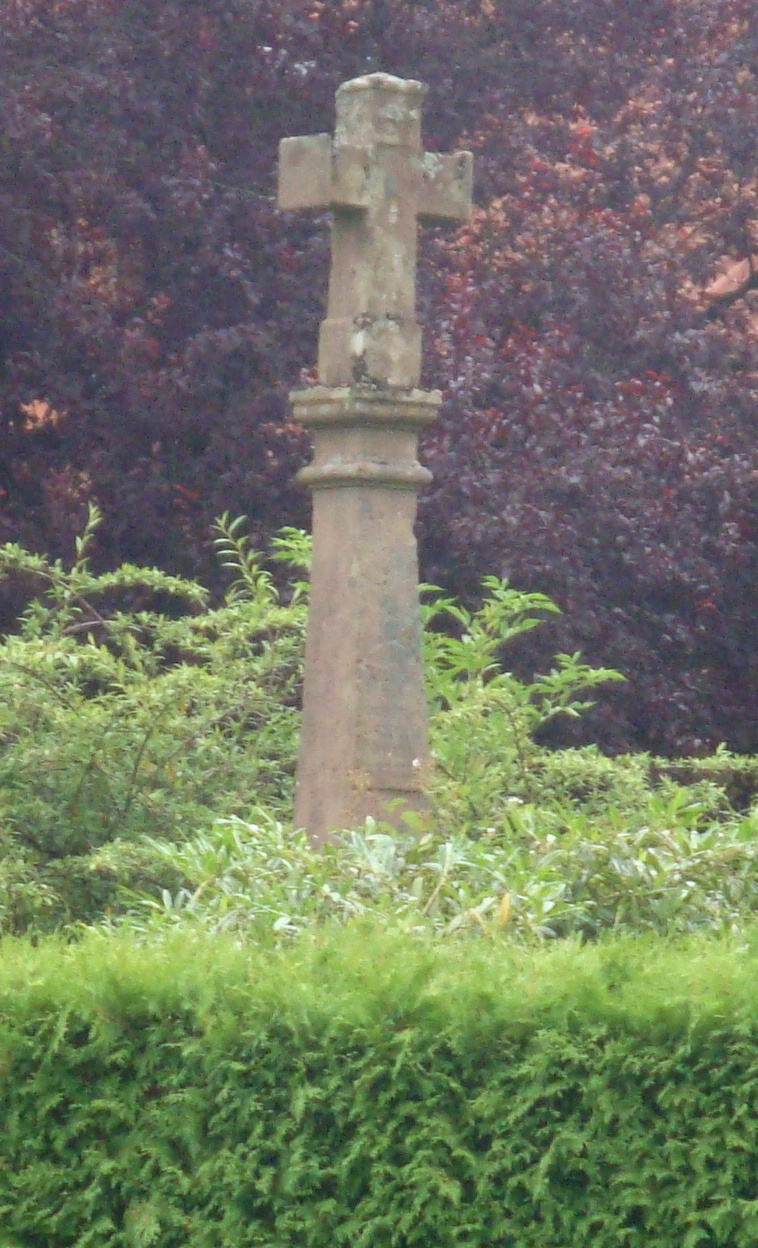
Croix des dames, Bouguémont
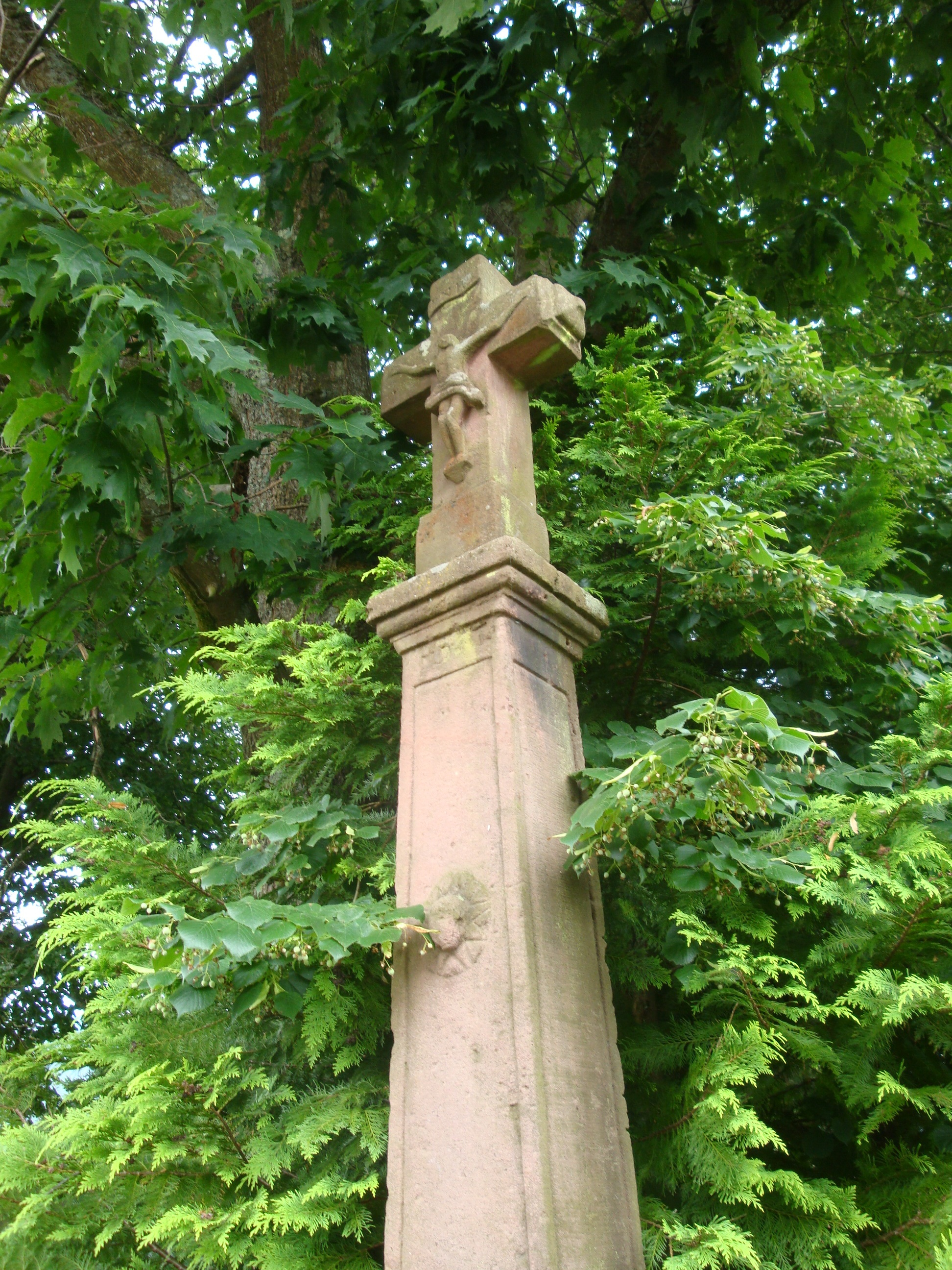
Croix de la Vacherie, centre école
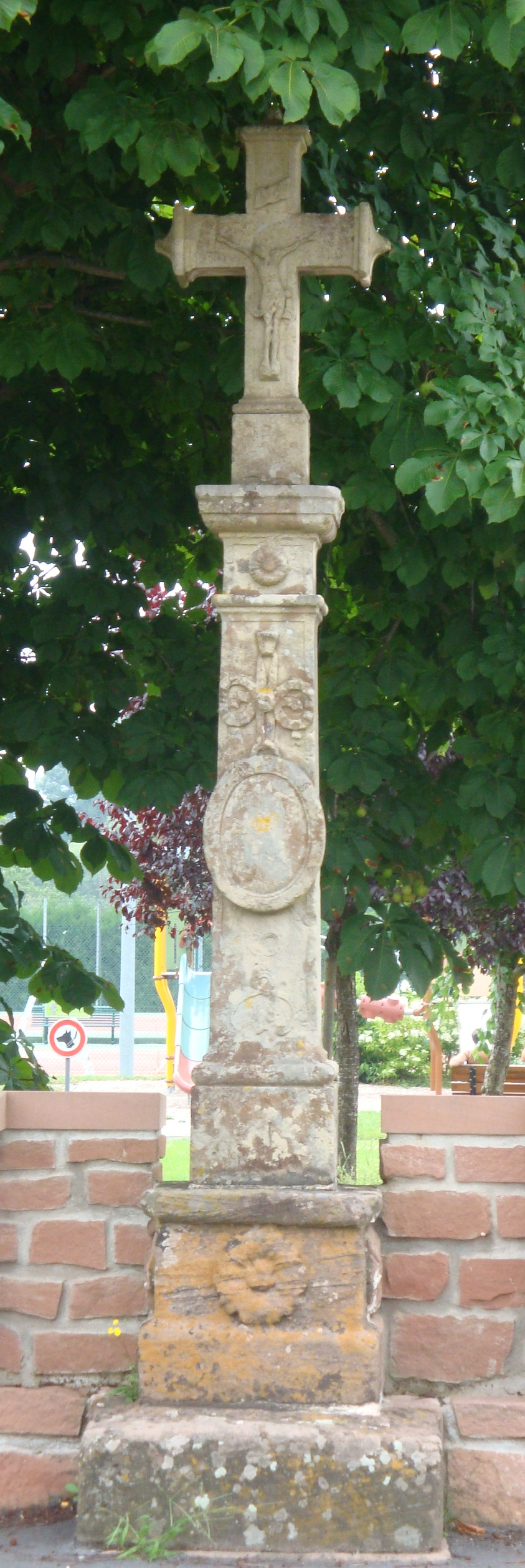
Croix de la Vacherie, au centre du pont
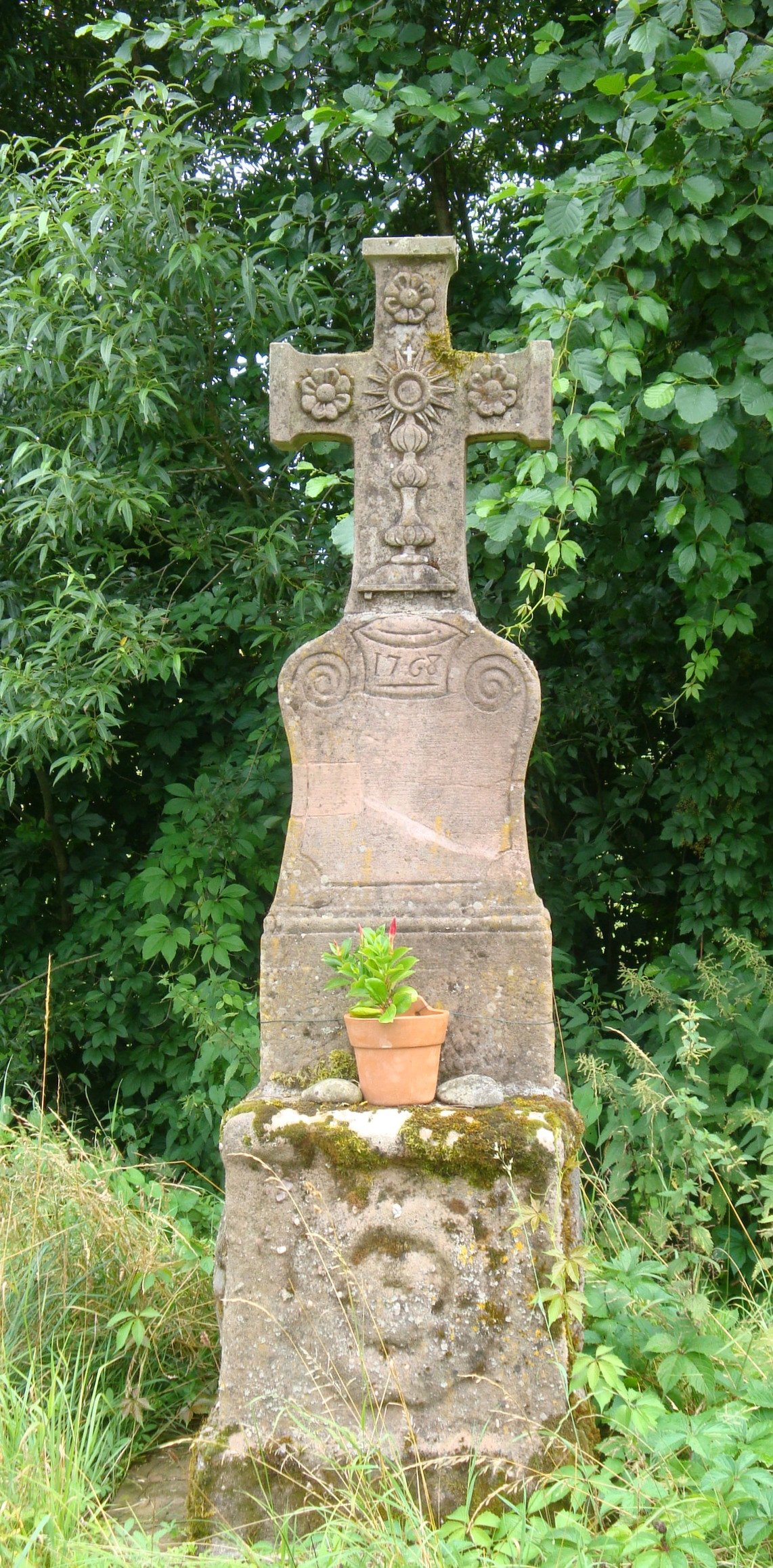
Croix Mahérus void de Parupt
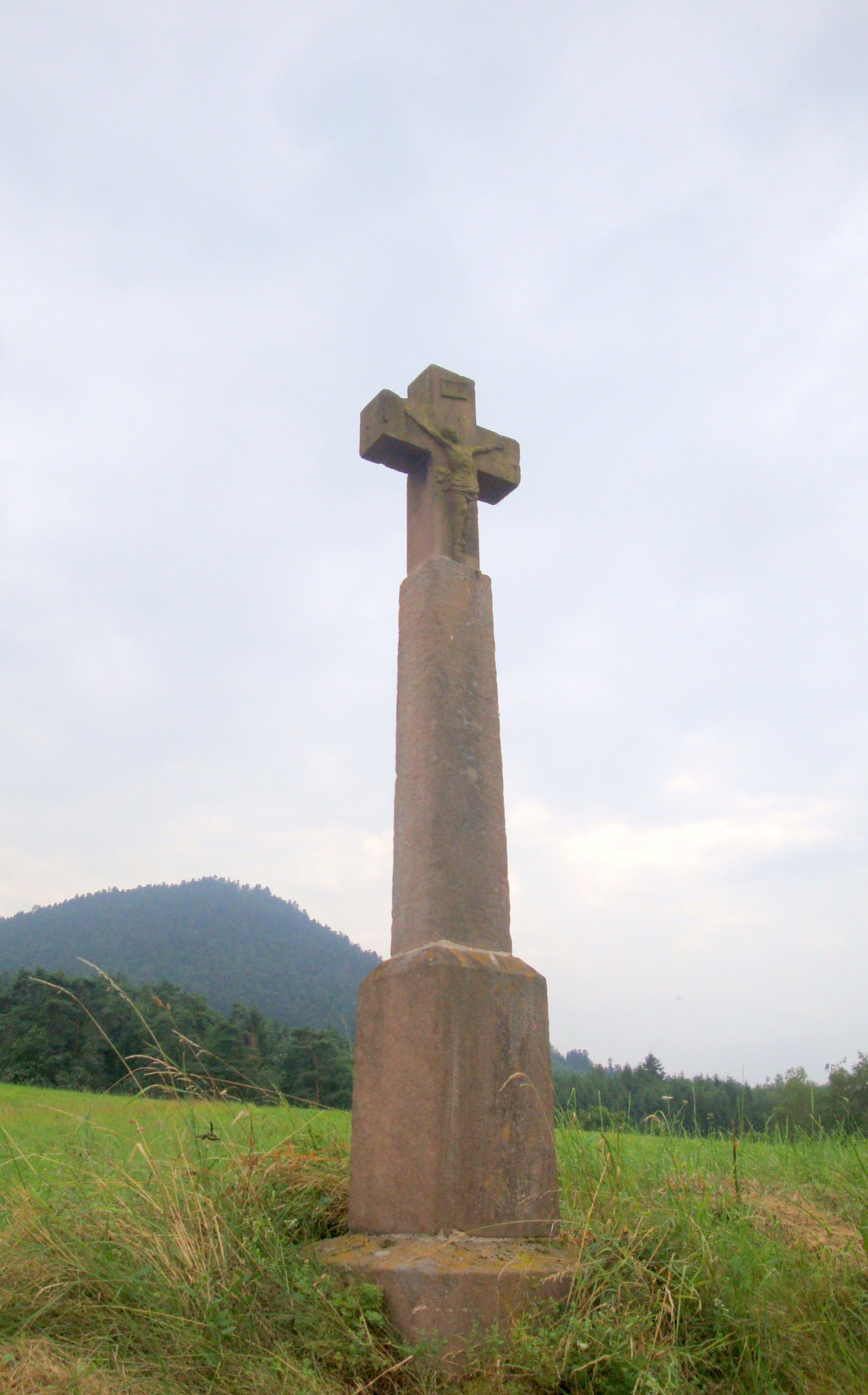
Croix sous la roche des Hauts Champs.
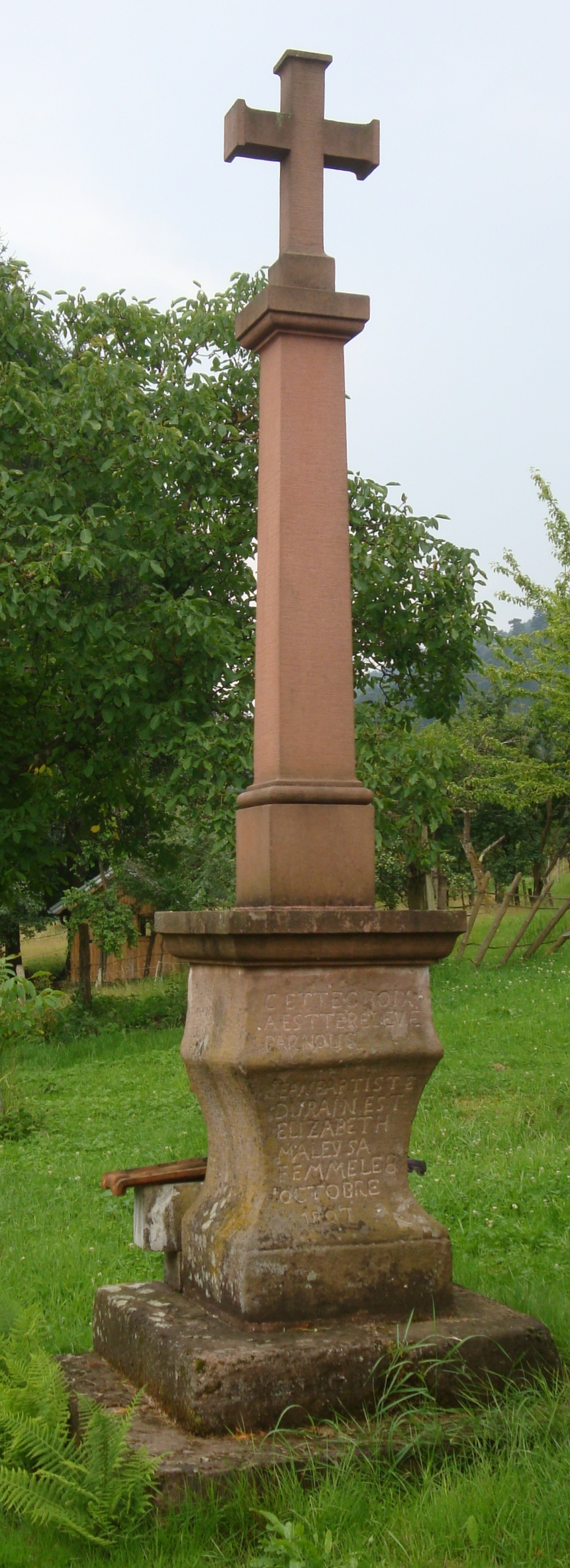
Croix d' Herbaville

### Personnalités liées à la commune
- Jean-Amand Lamaze, (ou "Jean-Armand" selon les actes) né le 28 mars 1833 à Saint-Michel-sur-Meurthe et mort le 9 septembre 1906 à Maofaga dans l'archipel des îles Tonga, est un missionnaire français qui fut vicaire apostolique de l'Océanie centrale et administrateur apostolique de l'Archipel des Navigateurs.
- Paul Robert, curé de la paroisse pendant presque quarante ans, en particulier pendant l'entre-deux-guerres et le Seconde Guerre mondiale.

### Héraldique
| Blason de Saint-Michel-sur-Meurthe | Blason  | D'azur au saint Michel d'or surmontant une rivière d'argent mouvant de la pointe. |
| Blason de Saint-Michel-sur-Meurthe | Détails | Ce blason présentant saint Michel sur la rivière supposée être la Meurthe, décrit le nom de la commune à la manière des armes parlantes mais seul "saint Michel" se fait entendre. N'est pas utilisé par la municipalité, qui affirme ne pas avoir de blason. Peut-être s'agit-il d'une création non officialisée de Nadia Morel. À vérifier. |

## Pour approfondir